# Мурад, Башар
Башар Мурад (араб. بشار مراد‎, род. 7 февраля в г. Восточный Иерусалим, Палестина) — палестинский певец, автор песен и артист, проживающий в Восточном Иерусалиме, Палестина. Его музыка посвящена общественным нормам, израильской оккупации и гендерному равенству на Ближнем Востоке. Наиболее известен своим сотрудничеством с исландской техно-панк-группой Hatari над песней "Klefi / Samed", которая была выпущена вскоре после того, как Hatari подняла баннеры с изображением палестинского флага на финале песенного конкурса "Евровидение-2019" в Тель-Авиве. Мурад выпустил свой дебютный EP Maskhara в июне 2021 года.

## Ранняя жизнь
Мурад родился в Восточном Иерусалиме в 1993 году в семье родителей Саида Мурада и Фадии Дайбес. Отец Мурада, Саид, является основателем палестинской музыкальной группы Sabreen, первой палестинской группы такого рода. Компания Sabreen была основана в 1980 году, а Мурад родился на пике их карьеры. Музыка помогла Мураду преодолеть давление, связанное с взрослением на оккупированной территории.
Окончив Иерусалимскую американскую школу, Мурад получил степень бакалавра в Бриджуотер-колледже, штат Вирджиния. В Соединённых Штатах он понял, что не многие из его сокурсников много знают о Палестине, и все же они хотели узнать о ней больше. Это заставило его осознать, что он не хочет избегать политики, и начал освещать эти проблемы в своей музыке. После возвращения в Восточный Иерусалим в 2014 году и публикации нескольких синглов на арабском и английском языках на своем канале YouTube Мурад обзавелся онлайн-подписчиками.

## Карьера
Мурад начал свою карьеру с загрузки кавер-версий популярных песен на свой YouTube-канал, который он создал в 2009 году. Позже он добавил ближневосточный колорит песням, используя традиционные инструменты в своих каверах, прежде чем начал создавать свои собственные песни. Он год учился в школе джаза и современной музыки Римон в Израиле и был первым палестинцем с Западного берега, который там учился.
Большинство его песен спродюсированы им самим в местных студиях звукозаписи Sabreen Association for Artistic Development. Время от времени Мурад получает гранты или другую поддержку от организаций и программ, таких как программа Culture Resource Production Awards, которая позволила ему спродюсировать песню "Shillet Hamal (Кучка бездельников)". Песня о чувстве того, что ты другой и не вписываешься в окружающий мир. В музыкальном клипе представлены несколько человек, которые выбрали альтернативные жизненные пути и, таким образом, могут идентифицировать себя с этим чувством.
Над своим синглом "Ana Zalameh (Я мужчина)" Мурад работал совместно с Организацией Объединённых Наций. Региональная программа "Мужчины и женщины за гендерное равенство" организации "ООН-женщины" подготовила песню, которая рассказывает о развитии гендерных ролей в Палестине с точки зрения 10-летнего мальчика.
Сотрудничество Мурада с исландской техно-панк-группой Hatari над песней "Klefi / Samed" помогло ему привлечь более широкую аудиторию. Песня была выпущена вскоре после конкурса песни "Евровидение-2019", который проходил в Тель-Авиве, и посвящена стремлению к свободе и привлекает внимание к систематическому угнетению палестинцев. Хатари была единственной участницей конкурса того года, которая открыто заняла позицию по конфликту.
Во время песенного конкурса "Евровидение-2019" Мурад был частью протестующих артистов, которые участвовали в альтернативном мероприятии GlobalVision, которое транслировалось онлайн во время недели "Евровидения".
В мае 2019 года Мурад принял участие в Канадской музыкальной неделе в Торонто, Канада.
Мурад выпустил свой дебютный EP Maskhara 11 июня 2021 года, в который вошли четыре трека: "Maskhara", "Antenne" с участием Тамера Нафара, "Intifada on the Dance Floor" и "Ana wnafsi". В январе 2024 года он выпустил свой второй EP на арабском языке, Nafas.
24 января 2024 года ожидалось, что он будет среди участников Söngvakeppnin 2024, исландского национального отбора на конкурс песни "Евровидение-2024". Он будет соревноваться с песней "Vestrið villt"/"Wild West" ("Дикий Запад").

## Личная жизнь
Мурад живет в Восточном Иерусалиме со своим отцом и младшим братом.

## Дискография

### Расширенные воспроизведения
- Maskhara (2021)
- Maskhara: The Remixes (2022)
- Nafas (2024)

### Синглы

#### Как ведущий артист
- "Hallelujah", 2015
- "Happy Xmas (War Is Over)" (с Мухаммадом Меграби), 2015
- "The Door", 2015
- "More Like You", ноябрь 2016
- "Voices", April 2017
- "Ilkul 3am bitjawaz" (Все женятся), январь 2018
- "Shillet hamal" (Кучка бездельников), июль 2018
- "Ma bitghayirni" (Ты не можешь изменить меня), сентябрь 2018
- "Ana zalameh" (Я мужчина), ноябрь 2018
- "Maskhara" (Насмешка), декабрь 2020
- "Antenne" с Тамером Нафром, июнь 2021
- "Intifada on the Dance Floor", ноябрь 2021
- "Xmas Aswad", декабрь 2022
- "Ilel majnoon", март 2023
- "Ya Lel", июнь 2023
- "Mawtini", ноябрь 2023
- "Nafas", январь 2024

#### Как дополнительный артист
- "Klefi / Samed (صامد)" с Hatari, июнь 2019